# Dave Tippett
David G. Tippett, född 25 augusti 1961 i Moosomin, Saskatchewan, är en kanadensisk ishockeytränare och före detta professionell ishockeyspelare. Tippett var senast huvudtränare för NHL-laget Edmonton Oilers mellan 2019 och 2022. Han har också tränat Dallas Stars och Phoenix/Arizona Coyotes. Innan dess var han assisterande tränare för Los Angeles Kings åren 1999–2002.

## Spelare
Dave Tippett, som var vänsterforward, spelade juniorhockey för Prince Albert Raiders i SJHL från 1979 till 1981. Han spelade sedan universitetshockey i WCHA för North Dakota Fighting Sioux från 1981 till 1983. På 79 matcher i WCHA gjorde han 28 mål och 59 assist för totalt 87 poäng.

### NHL
29 februari 1984 skrev Tippett på som free agent för Hartford Whalers. Han gjorde debut för Whalers i slutskedet av säsongen 1983–84 då han spelade 17 matcher på vilka han gjorde 4 mål och 2 assist. Tippett skulle stanna i Hartford Whalers fram till och med säsongen 1989–90. Hans bästa säsong poängmässigt kom 1988–89 då han gjorde 17 mål och 24 assist för 41 poäng på 80 matcher.
Inför säsongen 1990–91 bytte Hartford Whalers bort Tippett till Washington Capitals. Tippett spelade två säsonger i Capitals och gjorde 8 mål och 19 assist för 27 poäng på 91 matcher för laget.
Inför säsongen 1992–93 skrev Tippett på som free agent för Pittsburgh Penguins. Penguins hade de två föregående åren vunnit Stanley Cup och hade ett stjärnspäckat lag med Mario Lemieux i spetsen. Trots ett stort favoritskap föll Penguins mycket överraskande i den andra rundan av slutspelet 1993 mot New York Islanders med 4-3 i matcher sedan Islanders tjeck David Volek avgjort på övertid i match 7. Voleks avgörande mål föregicks av ett misslyckat byte av Pittsburgh Penguins där Tippett gått av isen efter att ha tagit emot en tackling av Volek intill Penguins spelarbås. Penguins Ron Francis bytte samtidigt med Martin Straka vilket gjorde att Islanders hade en spelare mer på isen.
30 augusti 1993 skrev Tippett på för Philadelphia Flyers för vilka han spelade säsongen 1993–94.
Totalt på 721 matcher i NHL gjorde Tippett 93 mål och 169 assist för 262 poäng.   	

### Internationellt
Dave Tippett representerade Kanada i två OS-turneringar, 1984 i Sarajevo och 1992 i Albertville. 1992 vann det kanadensiska laget en silvermedalj bakom OSS.

### Statistik
SJHL = Saskatchewan Junior Hockey League, WCHA = Western Collegiate Hockey Association

#### Klubbkarriär
| 1979–80     | Prince Albert Raiders       | SJHL        | 60  | 53 | 72  | 125 | 58  | 25 | 19 | 21 | 40 | 18 |
| 1980–81     | Prince Albert Raiders       | SJHL        | 60  | 42 | 68  | 110 | 64  | 24 | 20 | 25 | 45 | 22 |
| 1981–82     | North Dakota Fighting Sioux | WCHA        | 43  | 13 | 28  | 41  | 24  |    |    |    |    |    |
| 1982–83     | North Dakota Fighting Sioux | WCHA        | 36  | 15 | 31  | 46  | 44  |    |    |    |    |    |
| 1983–84     | Hartford Whalers            | NHL         | 17  | 4  | 2   | 6   | 2   | —  | —  | —  | —  | —  |
| 1984–85     | Hartford Whalers            | NHL         | 80  | 7  | 12  | 19  | 12  | —  | —  | —  | —  | —  |
| 1985–86     | Hartford Whalers            | NHL         | 80  | 14 | 20  | 34  | 18  | 10 | 2  | 2  | 4  | 4  |
| 1986–87     | Hartford Whalers            | NHL         | 80  | 9  | 22  | 31  | 42  | 6  | 0  | 2  | 2  | 4  |
| 1987–88     | Hartford Whalers            | NHL         | 80  | 16 | 21  | 37  | 32  | 6  | 0  | 0  | 0  | 2  |
| 1988–89     | Hartford Whalers            | NHL         | 80  | 17 | 24  | 41  | 45  | 4  | 0  | 1  | 1  | 0  |
| 1989–90     | Hartford Whalers            | NHL         | 66  | 8  | 19  | 27  | 32  | 7  | 1  | 3  | 4  | 2  |
| 1990–91     | Washington Capitals         | NHL         | 61  | 6  | 9   | 15  | 24  | 10 | 2  | 3  | 5  | 8  |
| 1991–92     | Washington Capitals         | NHL         | 30  | 2  | 10  | 12  | 16  | 7  | 0  | 0  | 1  | 0  |
| 1992–93     | Pittsburgh Penguins         | NHL         | 74  | 6  | 19  | 25  | 56  | 12 | 1  | 4  | 5  | 14 |
| 1993–94     | Philadelphia Flyers         | NHL         | 73  | 4  | 11  | 15  | 38  | —  | —  | —  | —  | —  |
| 1994–95     | Houston Aeros               | IHL         | 75  | 18 | 48  | 66  | 56  | 4  | 1  | 2  | 3  | 4  |
| SJHL totalt | SJHL totalt                 | SJHL totalt | 120 | 95 | 140 | 235 | 122 | 49 | 39 | 46 | 85 | 40 |
| WCHA totalt | WCHA totalt                 | WCHA totalt | 79  | 28 | 59  | 87  | 68  |    |    |    |    |    |
| NHL totalt  | NHL totalt                  | NHL totalt  | 721 | 93 | 169 | 262 | 317 | 62 | 6  | 16 | 22 | 34 |

#### Internationellt
| År     | Lag    | Turnering |    | Matcher | Mål | Assist | Poäng | Utv |
| ------ | ------ | --------- | -- | ------- | --- | ------ | ----- | --- |
| 1984   | Kanada | OS        | 7  | 1       | 1   | 2      | 2     |     |
| 1992   | Kanada | OS        | 7  | 1       | 2   | 3      | 10    |     |
| Totalt | Totalt | Totalt    | 14 | 2       | 3   | 5      | 12    |     |

Statistik från NHL.com och Hockey-Reference.com

## Tränare

### Houston Aeros
Dave Tippett inledde sin bana som tränare redan under sin sista säsong som aktiv spelare 1994–95 i IHL-laget Houston Aeros där han fungerade som assisterande tränare under huvudtränaren Terry Ruskowski. Säsongen efter, 1995–96, inledde Houston Aeros svagt vilket ledde till att Ruskowski fick sparken och ersattes som huvudtränare av Tippett.
Tippett tränade Aeros fram till och med säsongen 1998–99 då laget spelade ihop flest poäng i hela IHL och sedermera även vann Turner Cup som ges till segraren i IHL-slutspelet. I finalen besegrade Houston Aeros Florida-laget Orlando Solar Bears med 4-3 i matcher.

### Los Angeles Kings
Efter fem år i IHL och Houston Aeros fick Tippett chansen som assisterande tränare i NHL säsongen 1999–00 då han anställdes av Los Angeles Kings som hjälpande hand till huvudtränaren Andy Murray. Los Angeles Kings nådde slutspelet tre år i rad säsongerna 1999–00, 2000–01 och 2001–02.
1999–00 förlorade Los Angeles Kings i första rundan mot Detroit Red Wings med 4-0 i matcher, men redan följande säsong, 2000–01, fick Kings revansch på Red Wings då man besegrade storfavoriterna från Michigan med 4-2 i matcher i första rundan av slutspelet. I andra rundan förlorade Kings med 4-3 i matcher mot Colorado Avalanche.
I slutspelet 2001–02 förlorade Kings åter igen mot Colorado Avalanche med 4-3 i matcher, denna gången i första rundan.

### Dallas Stars
Säsongen 2002–03 fick Tippett sitt första jobb som huvudtränare i NHL då han anställdes av Dallas Stars som ersättare för Ken Hitchcock.
Redan under sin första säsong som tränare för Dallas Stars vann Tippett Pacific Division sedan laget samlat ihop 111 poäng. Stars vann även Western Conference 1 poäng före Detroit Red Wings. Endast Ottawa Senators hade fler poäng i NHL säsongen 2002–03 med 113. I Stanley Cup-slutspelet 2003 förlorade Stars i andra rundan mot Mighty Ducks of Anaheim med 4-2 i matcher.
Säsongerna 2003–04, 2005–06 och 2006–07 slutade alla med respass i första rundan av slutspelet för Dallas Stars. Säsongen 2007–08 nådde man dock ända till semifinal efter att ha besegrat Anaheim Ducks och San Jose Sharks i de två första rundorna. I semifinalen blev dock Detroit Red Wings för svåra och Stars föll med 4-2 i matcher.
Säsongen 2008–09 blev tung för Tippett och Dallas Stars och för första gången som tränare i NHL var Tippett med om att missa slutspelet sedan laget endast lyckats samla ihop 83 poäng under grundserien. Det misslyckade resultatet ledde till att Tippett fick sparken från Dallas Stars 20 juni 2009.

### Phoenix Coyotes

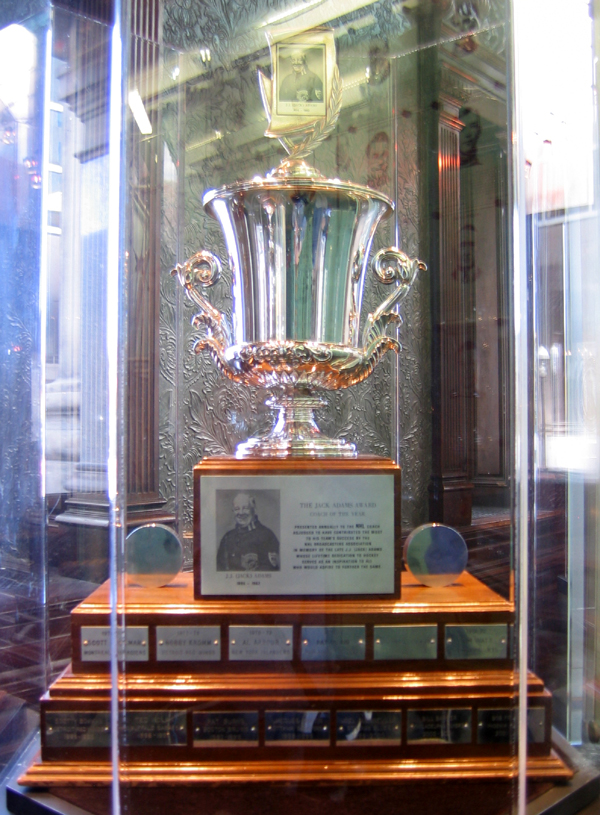
Dave Tippet vann Jack Adams Award säsongen 2009–10.

Tippett fick ett nytt jobb som huvudtränare i NHL redan följande säsong, 2009–10, då han ersatte Wayne Gretzky som huvudtränare för Phoenix Coyotes. Under sin första säsong som tränare för Coyotes ledde Tippett laget till en fjärdeplats i Western Conference och en plats slutspelet för första gången sedan säsongen 2001–02. I slutspelet förlorade Coyotes i första rundan mot Detroit Red Wings med 4-3 i matcher.
Säsongen 2010–11 slutade Phoenix Coyotes på en sjätteplats i Western Conference med 99 poäng. I slutspelets första runda stötte Coyotes åter igen på Detroit Red Wings som den här gången avfärdade "prärievargarna" från Arizona i fyra raka matcher.

### Edmonton Oilers
Mellan juni 2018 och den 28 maj 2019 arbetade han som senior rådgivare till Seattle Kraken, som kommer spela i NHL från och med säsongen 2021–2022. Den 28 maj 2019 meddelade Edmonton Oilers att man hade anställt Tippett som ny tränare.

### Statistik NHL
M = Matcher, V = Vinster, F = Förluster, O = Oavgjorda, ÖTF = Förluster på övertid eller straffar
| Säsong     | Lag             | Grundserie | Grundserie | Grundserie | Grundserie | Grundserie | Grundserie | Grundserie             | Slutspel                |
| Säsong     | Lag             | M          | V          | F          | O          | ÖTF        | Poäng      | Resultat               | Resultat                |
| ---------- | --------------- | ---------- | ---------- | ---------- | ---------- | ---------- | ---------- | ---------------------- | ----------------------- |
| 2002–03    | Dallas Stars    | 82         | 46         | 17         | 15         | 4          | 111        | 1:a i Pacific Division | Förlust i andra rundan  |
| 2003–04    | Dallas Stars    | 82         | 41         | 26         | 13         | 2          | 97         | 2:a i Pacific Division | Förlust i första rundan |
| 2005–06    | Dallas Stars    | 82         | 53         | 23         | –          | 6          | 112        | 1:a i Pacific Division | Förlust i första rundan |
| 2006–07    | Dallas Stars    | 82         | 50         | 25         | –          | 7          | 107        | 3:a i Pacific Division | Förlust i första rundan |
| 2007–08    | Dallas Stars    | 82         | 45         | 30         | –          | 7          | 97         | 3:a i Pacific Division | Förlust i tredje rundan |
| 2008–09    | Dallas Stars    | 82         | 36         | 35         | —          | 11         | 83         | 3:a i Pacific Division | Missade slutspel        |
| 2009–10    | Phoenix Coyotes | 82         | 50         | 25         | —          | 7          | 107        | 2:a i Pacific Division | Förlust i första rundan |
| 2010–11    | Phoenix Coyotes | 82         | 43         | 26         | —          | 13         | 99         | 3:a i Pacific Division | Förlust i första rundan |
| 2011–12    | Phoenix Coyotes | 82         | 42         | 27         | —          | 13         | 97         | 1:a i Pacific Division | Förlust i tredje rundan |
| NHL totalt | NHL totalt      | 738        | 406        | 234        | 28         | 70         |            |                        |                         |

## Meriter

### Spelare
- OS-silver – 1992

### Tränare
- Turner Cup – 1999
- Jack Adams Award – 2010